# Mohammed Atef
Pour les articles homonymes, voir Abou Hafs (homonymie).
Mohammed Atef (ou Abdulaziz Sitta) est un ancien policier égyptien devenu le chef militaire de l'organisation terroriste Al-Qaïda. Aussi connu sous le nom d'Abou Hafs al-Masri (« l’Égyptien »), il est l’auteur de l'ouvrage Études militaires pour mener la guerre sainte contre les tyrans qui lui a apporté une certaine renommée dans les années 1980. Dans les années 1990, il devient responsable de réseaux terroristes africains et séjourne en Somalie pour mener la guérilla contre les troupes américaines.
En janvier 2001, il devient très proche d'Oussama ben Laden, dont le fils Mohammed a épousé une de ses filles, Khadija. Il est mort le 16 novembre 2001 lors du bombardement américain du sud de Kaboul.